# Ptocheia
Ptocheia o Ptokheia (in greco: Πτωχεία) era l'antico spirito femminile della mendicità. Lei era considerata come una compagna (e una sorella) di Penia e Amechania. I suoi opposti erano Euthenia e Pluto. È stata citato da Aristofane nella sua opera intitolata Pluto.